# Belső szájszervűek
A belső szájszervűek (Entognatha, illetve Parainsecta) az ízeltlábúak (Arthropoda) törzsében a hatlábúak (Hexapoda) altörzsének egyik, gyűjtő kategória jellegű, valószínűleg polifiletikus osztálya.
A „belső szájszervűek” nevet azért kapták, mert szájszervük entognath jellegű, azaz fejtokban helyezkedik el. Csápjuk a rovarokéhoz képest erősen redukált; legfeljebb 4 szelvényből áll. Lábfejük összenőtt a lábszárral — ez az összenőtt testtáj a tibiotarsus.